# Энеш, Антониу
Антониу Жозе ди Орта Энеш (порт. António José de Orta Enes; 15 августа 1848, Лиссабон — 6 августа 1901, Синтра) — португальский политик, дипломат и колониальный администратор, королевский комиссар Португальской Восточной Африки в 1890-х годах. Идеолог и практик активной колониальной экспансии, организатор подавления антиколониального восстания. Был дипломатическим представителем в Бразилии и членом королевского совета. Известен также как журналист, писатель и драматург.

## Журналист и политик
Родился в семье Гильерме Жозе Энеша, известного финансиста, коммерсанта и военного врача. Учился в колледже лазаристов. С отличием окончил Высшие курсы письма (ныне филологический факультет Лиссабонского университета). Первоначально работал в торговой фирме, но быстро оставил коммерцию и занялся журналистикой. Начал с литературной критики, затем перешёл к политической публицистике.
Антониу Энеш придерживался националистических, либерально-прогрессистских и антиклерикальных взглядов. Состоял в Исторической партии португальских либералов. Был сторонником активной политической модернизации. Редактировал партийную газету O País. После объединения Исторической партии и Партии реформ в Прогрессивную партию газета получила название O Progresso. Состоял в редакционных коллегиях ещё нескольких изданий.
В 1876 году был возведён в рыцарское звание фидалго королевского дома. В 1880 впервые избран депутатом парламента. С 1886 — главный библиотекарь Национальной библиотеки Португалии.
Антониу Энеш был женат на театральной актрисе Эмилии душ Анжуш, имел дочь Лусию.

## Идеолог и практик колониализма
Главными политическими идеями Антониу Энеша являлись интеграция романских стран Европы и активная колониальная экспансия в Африке. В 1870 году он выступил за создание Соединённых Штатов Европы, прежде всего в составе Португалии, Испании, Франции, Италии и Бельгии. В этом он видел залог успешного противостояния романского мира германским и славянским странам, а также гарантию от поглощения Португалии соседней Испанией. Колониальную империю Энеш рассматривал как ресурсную базу для развития Португалии. Либерализм в метрополии сочетался у него с самой жёсткой диктатурой в Африке.

Негр, только негр может сделать плодотворными выжженные солнцем земли. Если мы не сумеем заставить негров работать на нас, то очень скоро будем вынуждены уступить свое место в Африке тем, кто менее сентиментален и более предприимчив, чем мы.— Антониу Энеш

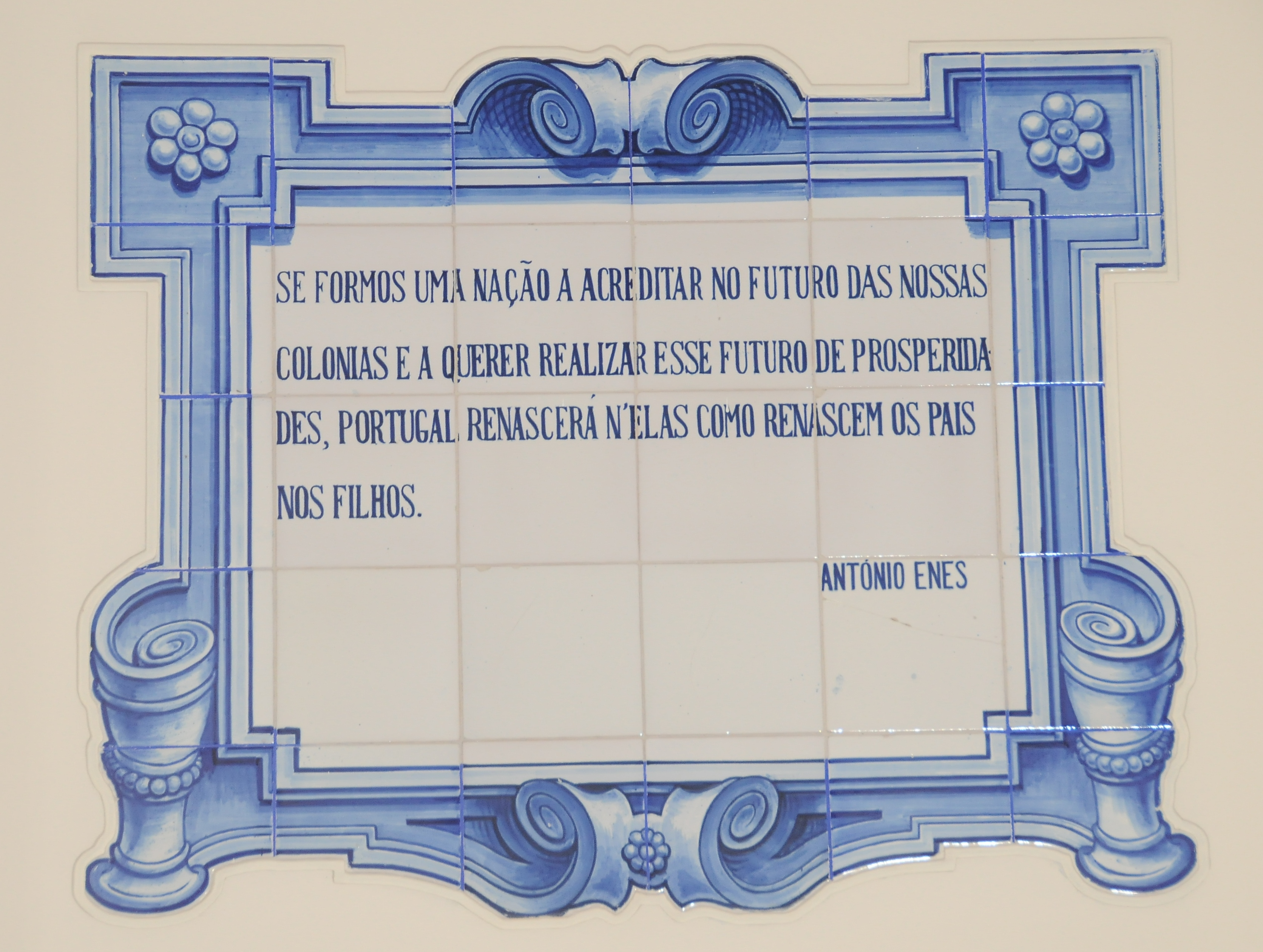
Азулежу с текстом Антониу Энеша: «Если наша нация верит в будущее колоний, если решит достичь будущего процветания, то португальцы возродятся так же, как родители возрождаются в детях»

В 1889 году возник острый конфликт между Португалией и Великобританией из-за португальских притязаний на расширение колониальных владений в Южной Африке. В 1890 Антониу Энеш был назначен министром военно-морского флота и заморских территорий. Однако его жёсткая позиция не изменила ситуацию. Португалии пришлось уступить британскому ультиматуму.
В 1891 Антониу Энеш был направлен на службу в колониальную администрацию Португальской Восточной Африки. С 1894 — королевский комиссар колонии. Под его руководством было подавлено восстание Гунгуньяны, упорядочена система управления.
Успешные действия Энеша в Мозамбике выдвинули его в главные идеологи т. н. поколения 1895 года — группы португальских военных и политиков, выступавших за максимальное ужесточение колониальных порядков и колониальной эксплуатации. Его ближайшим сподвижником являлся капитан Жоаким Аугусту Моузинью, непосредственно возглавлявший подавление восстания. «Поколение 1895 года» сделалось влиятельной политической силой Португалии начала XX века и частично предвосхитило концепции салазаристского Нового государства.

## Дипломат. Возвращение и кончина
В 1896 году Антониу Энеш был включён в королевский совет и направлен дипломатическим представителем в Бразилию. Его задачей являлась нормализация португальско-бразильских отношений, осложнённых провозглашением Бразильской республики в 1889 году. Однако на этом посту Энеш не добился крупных успехов и по собственной просьбе был отозван в Португалию.
Вернувшись на родину в 1900 году, Антониу Энеш вновь занялся журналистикой, основал газету O Dia. Через год с небольшим он скончался за несколько дней до своего 53-летия.

## Литератор и драматург
Антониу Энеш — автор нескольких романов, монографий и пьес. Из драматургических произведений наиболее известна пьеса Os Lazaristas (1875), вызвавшая политический скандал своей яростно антиклерикальной направленностью. Из книг наибольший резонанс имели A Guerraea Democracia(1870, позиция по государственному устройству и европейской интеграции) и A Guerra de Africaem 1895: Memórias (1898, о войне с мозамбикскими повстанцами, своеобразный манифест «поколения 1895 года»).

## Имя в названиях
Именем Антониу Энеша в 1971 году назван корвет ВМС Португалии. До 1976 года его именем назывался город Ангоше в Мозамбике и лицей в Лоренсу-Маркеше.